# Augustin Frédéric Kodock
Augustin Frédéric Kodock Bayiha, né le 1er mars 1933 à Mom, dans l’arrondissement de Makak, département du Nyong-et-Kellé, région du Centre et mort le 24 octobre 2011 à Yaoundé. Il est un économiste homme politique camerounais, qui fut le secrétaire général de l'Union des populations du Cameroun (UPC), député et ministre.

## Biographie

### Enfance et débuts
Augustin Frédéric Kodock est né en mars 1933 à Mom. Il est le fils de Bayiha Ba Kodock Martin et de Ngo Nsoa Mbondo. Il est le premier né d'une famille de six enfants. Son père décède en 1939 alors qu'il est âgé de six ans.
Il fait ses études primaires à la mission protestante de Njock-Nkong, à l'école primaire de Nkong-Ntap puis à la mission catholique de Nkong-Ngui à Makak. Il fait ses études secondaires  au Collège moderne de Nkongsamba où il obtient son Brévet (BEPC) en 1952. Il poursuit ses études secondaires au Collège Mixte de Yaoundé qui devient  le Lycée Général Leclerc et obtient son baccalauréat en 1955.
Il quitte le Cameroun pour la France où il intègre l'Université  de Potiers. Il s'inscrit par la suite à l'Institut d'études politiques de Toulouse où il obtient un licence en droit option Sciences économiques (promotion 1959). Il est admis à l'ENA de Paris en 1959 d'où il sort diplômé en 1961.
Il est l'auteur d'une thèse de sciences économiques soutenue à Paris en 1967 sous le titre Les Problèmes du crédit dans le développement économique du Cameroun.

### Carrière
Il rentre au Cameroun en 1961 et est nommé directeur adjoint des affaires économiques au ministère de l'économie. En 1962, alors âgé de 28 ans, il est nommé Secrétaire d’État aux Finances. En 1983, il est nommé Conseiller technique au cabinet du Ministre des finances, puis directeur général de la compagnie aérienne nationale Camair en 1984.
Il est nommé Ministre du Plan et de l'aménagement du Territoire en octobre 1992, à la suite d'une alliance entre le parti au pouvoir et l'UPC qui permet au parti d'opposition d'obtenir  4 portefeuilles ministériels. En 1994, il est nommé ministre d’État chargé de l'Agriculture (Minagri).

### Carrière Politique
Dès son arrivée à Toulouse, il intègre les cercles politiques et y fait la rencontre l'Ossende Afana. Augustin Frédéric Kodock et de nombreux autres étudiants camerounais sont invités par Ossende Afana pour créer le premier comité de base UPC à Toulouse.
En 1992, il est secrétaire général de l'UPC.